# Cypern i olympiska vinterspelen 2002
Cypern deltog i olympiska vinterspelen 2002. Cyperns trupp bestod av Theodoros Khristodoulou, 24 år och 349 dagar, han deltog i alpin skidåkning.

## Resultat

### Alpin skidåkning
- Storslalom
  - Theodoros Khristodoulou - 54
- Slalom
  - Theodoros Khristodoulou - Åkte ur i andra åket.